# Burnham (cráter)

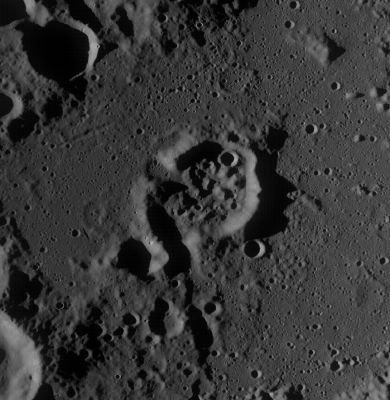
Fotografía de la misión Lunar Reconnaissance Orbiter

Burnham es un pequeño cráter de impacto situado al sureste del cráter Albategnius, en un área relativamente suave de la superficie lunar. Al suroeste aparece el cráter Vogel.
La forma dentada irregular del borde de Burnham sobresale hacia el suroeste, dando a la pared una apariencia asimétrica y distorsionada. Hay roturas en el borde hacia los lados noroeste y suroeste, que se convierte en un valle que recorre alrededor de 15 km. El suelo interior es rugoso e irregular, y carece de algo parecido a un pico central, sin otros elementos distintivos.

## Cráteres satélite
Por convención estos elementos son identificados en los mapas lunares poniendo la letra en el lado del punto medio del cráter que está más cerca de Burnham.
|         | \| Burnham \| Coordenadas \| Diámetro \| \| ------- \| --------------------------- \| -------- \| \| A \| 14°48′S 7°06′E / -14.8, 7.1 \| 7 km \| \| B \| 15°18′S 7°18′E / -15.3, 7.3 \| 4 km \| \| F \| 14°18′S 6°54′E / -14.3, 6.9 \| 9 km \| \| K \| 13°36′S 7°24′E / -13.6, 7.4 \| 3 km \| \| L \| 14°12′S 7°36′E / -14.2, 7.6 \| 4 km \| \| M \| 14°06′S 9°00′E / -14.1, 9.0 \| 9 km \| \| T \| 14°42′S 9°36′E / -14.7, 9.6 \| 4 km \| |          |
| Burnham | Coordenadas | Diámetro |
| A       | 14°48′S 7°06′E / -14.8, 7.1 | 7 km     |
| B       | 15°18′S 7°18′E / -15.3, 7.3 | 4 km     |
| F       | 14°18′S 6°54′E / -14.3, 6.9 | 9 km     |
| K       | 13°36′S 7°24′E / -13.6, 7.4 | 3 km     |
| L       | 14°12′S 7°36′E / -14.2, 7.6 | 4 km     |
| M       | 14°06′S 9°00′E / -14.1, 9.0 | 9 km     |
| T       | 14°42′S 9°36′E / -14.7, 9.6 | 4 km     |